# Будичевська Велика
Вели́ка Будиче́вська (Будичевська-Велька) — гора в Українських Карпатах, у масиві Чивчини. Розташована у Верховинському районі Івано-Франківської області, на південь від села Буркут.
Висота 1677,9 м. Підніжжя і схили гори вкриті лісами, вище — полонини. Схили стрімкі. Вершина розташована на головному хребті Чивчинських гір, має кілька відрогів, особливо довгий північно-східний відріг. На схід розташована найвища вершина Чивчинських гір — Чивчин (1769 м).
Через вершину проходить українсько-румунський кордон.
Найближчий населений пункт: с. Буркут.
- На багатьох картах прижилася спольщена назва гори — Будичевська-Велька (велька — велика), що є нагадуванням часів до 1939 року, коли ці терени належали Польщі. Згідно з правилами вимови державної мови України гору правильно називати Великою Будичевською.